# 重森豊
重森 豊（しげもり ゆたか、1949年6月25日 - ）は、日本の実業家。明治安田損害保険元代表取締役社長、明治安田生命保険元常務取締役、株式会社ワイズトータルサポート代表取締役社長、株式会社ワイズ・ネットワーキング代表取締役社長、大和ハウス工業社外取締役、JPYC株式会社顧問。

## 人物・経歴
1949年6月25日生まれ。広島県出身。
1979年3月、立教大学経済学部卒業。同年4月、安田生命保険相互会社（現・明治安田生命保険）入社。
同社、渋谷支社長、取締役銀座支社長、常務取締役代理店部門長を歴任。
2009年、明治安田損害保険株式会社代表取締役社長に就任。
その間に、若手起業家支援のための組織「日本を本気でSEOU会」を発足し、日本からグローバル展開する起業家のインキュベーションの支援活動行っている。